# Щ-406
«Щ-406» — советская дизель-электрическая торпедная подводная лодка, принадлежит к серии X-бис проекта Щ — «Щука».

## История строительства
Заложена 31 декабря 1938 года на заводе № 194 имени Марти в Ленинграде, спущена на воду 17 декабря 1939 года. Первым командиром Щ-406 был капитан-лейтенант Владимир Васильевич Максимов, назначенный 25 мая 1941 года. 7 июня 1941 года Щ-406 вступила в строй. Вошла в состав Балтийского флота 8 июля 1941 года в Кронштадте вместе с однотипной подводной лодкой Щ-405, по другим данным ввод в состав флота состоялся 28 июня 1941 года.

## История службы
11 июля 1941 года лодка перешла в Таллин и 13 июля вышла в свой первый поход, в котором из-за неподготовленности экипажа и пассивности командира большую часть времени провела на глубине 20-25 метров в 12-15 милях от берега, лишь изредка всплывая под перископ. Единственная встреча с противником состоялась 2 августа, когда Щ-406 обнаружила немецкую подводную лодку U-144. Обе лодки погрузились, избегая атаки, и в тот же день Щ-406 была встречена тральщиком, а 5 августа прибыла в Кронштадт. 22 сентября командир В. Максимов самовольно отлучился из Кронштадта в Ленинград, объясняя это желанием проститься с эвакуируемой сестрой. По возвращению, 24 сентября, был арестован, 24 ноября приговорён трибуналом к расстрелу за трусость и дезертирство. Новым командиром Щ-406 был назначен капитан-лейтенант Е. Я. Осипов. Ночью с 9 на 10 ноября 1941 года лодка совместно с Щ-405 перешла в Ленинград. В процессе перехода Щ-406 потеряла ход из-за попадания льда в систему охлаждения двигателя, оставшись до рассвета на простреливаемом немецкой артиллерией участке. Освободившись ото льда, лодка без происшествий завершила переход. Первую блокадную зиму она провела пришвартованная к плавбазе подводных лодок «Полярная звезда».
13-14 июня 1942 года назначенная в состав первого эшелона развёртывания Щ-406 перешла из Ленинграда в Кронштадт.
В ночь на 24 июня, с Лавенсарского рейда направилась на позицию в район Стокгольма. В ночь на 25 июня в подводном положении несколько раз ударялась о грунт, повредив лёгкий корпус. Той же ночью во время зарядки аккумуляторов была атакована самолётом, сбросившим взорвашиеся неподалёку бомбы. Получила повреждения, но моряки под командованием командира БЧ-5 инженер-капитан-лейтенанта К. М. Максимова их ликвидировали. Форсировав второй Порккала-Уддский противолодочный рубеж, впервые методом прижимания к грунту, пришла на позицию.
7 июля подводная лодка «Щ-406» атаковала транспорт у маяка Херадшер. На лодке слышали взрыв. После атаки она подверглась преследованию, но благополучно уклонилась.
8 июля лодка повредила у Ландсорта германскую парусно-моторную шхуну «Фидес» (545 брт). Шхуна получила обширные повреждения носовой части и не затонула только благодаря перевозимому грузу леса.
22 июля лодка обнаружила в Аландском море два транспорта в охранении четырёх сторожевых катеров и произвела по одному из транспортов двухторпедный залп. После атаки она подверглась преследованию, на неё были сброшены глубинные бомбы.
25 июля подводная лодка «Щ-406» в Аландском море торпедами атаковала неприятельский транспорт. Транспорт считался потопленным (зарубежных данных, подтверждающих его гибель, нет). При возвращении в базу была атакована кораблями противника. На неё было сброшено 45 глубинных бомб, но успешно уклонилась от преследования и 9 августа благополучно пришла в Кронштадт. Экипаж пробыл в море 36 суток.
20 октября 1942 года, после межпоходного ремонта, под командованием капитан-лейтенанта Е. Я. Осипова вышла на позицию в Данцигскую бухту.
26 октября 1942 года у мыса Брюстерорт Щ-406 с дистанции 6 кабельтовых двумя торпедами с временным интервалом атаковала одиночное судно, оцененное командиром в 12000 тонн. Одна торпеда затонула сразу после выхода из аппарата, вторая попала в борт судна, наблюдался сильный крен. Через семь минут после атаки был произведён второй двухторпедный залп, но обе торпеды с дистанции 5 кабельтовых в цель не попали. Во многих источниках указано, что в результате этой атаки Щ-406 потопила транспорт «Меркатор» (4660 брт), однако это судно было потоплено ещё в 1939 году. Название атакованного корабля и результат атаки остаются неизвестными.
29 октября у маяка Риксгафт торпедировала шведское судно «Бенгт Стуре» (872 брт) и захватила с него семь пленных.
11 ноября в этом же районе обнаружила финский транспорт «Агнес» (2983 брт) и атаковала его с дистанции 3—4 кабельтовых в подводном положении. Судно затонуло.
13 ноября благополучно возвратилась в базу. Экипаж пробыл в море 14 суток. Вечером 10 ноября прибыла в Ленинград для ремонта и зимней стоянки.
23 октября 1942 года подводная лодка «Щ-406» была награждена орденом Красного Знамени, а её командир, капитан-лейтенант Е. Я. Осипов, удостоен звания Героя Советского Союза.
В ночь на 29 мая 1943 года тральщики проводили лодку в очередной поход. С 1 июня она перестала отвечать по радиосвязи и впоследствии на базу не вернулась, пропав без вести со всем экипажем в 40 человек. Долгое время причина гибели была неизвестна.

### Результативность
За время войны лодка произвела 12 торпедных атак с выпуском 18 торпед. Достоверно потоплено 2 судна (3855 брт) и одно повреждено (545 брт), результаты ещё трёх атак не установлены.
- 8 июля 1942 — повреждена германская парусно-моторная шхуна «Fides» (545 брт),
- 29 октября 1942 — потоплен шведский транспорт «Bengt Sture» (872 брт),
- 1 ноября 1942 — потоплен финский транспорт «Agnes» (2983 брт).

## Обнаружение
Обнаружена в мае 2017 года участниками поисковой экспедиции «Поклон кораблям Великой победы» в районе острова Большой Тютерс в Финском заливе. «Щука» серии X-бис однозначно опознана как Щ-406 по характерным особенностям устройства противоминной защиты.
Причина гибели Щ-406 — подрыв на немецком минном заграждении «Зееигель». 
Лодка лежит на глубине 60 метров, подорвалась передней частью корпуса справа, пробоина находится почти полностью под грунтом и плохо доступна осмотру. Экипаж пережил подрыв и пытался покинуть лодку: открыт рубочный люк, приоткрыт кормовой аварийный люк. Установленная дата гибели — 29 мая 1943 года, первый день похода.
Из финских источников известно, что вскоре после предполагаемой даты гибели лодки к острову Кристисаари прибило тело подводника в спасательном оборудовании, он был похоронен на острове. По течениям и розе ветров того времени тело вышедшего с лодки подводника должно было дрейфовать в том направлении.

## Память
- В честь матроса-рулевого Щ-406 Ивана Ивановича Чернягина названа улица в его родном селе Стёксово[12] Нижегородской области.
- В 1980 году в честь матроса-торпедиста Василия Сергеевича Андреева названа улица в городе Окуловка[11] (бывшая ул. Боровая), на доме № 109 по ул. Калинина, где проживал В. С. Андреев, была установлена мемориальная доска (не сохранилась).